# Élection sénatoriale partielle de 2017 dans l'Yonne

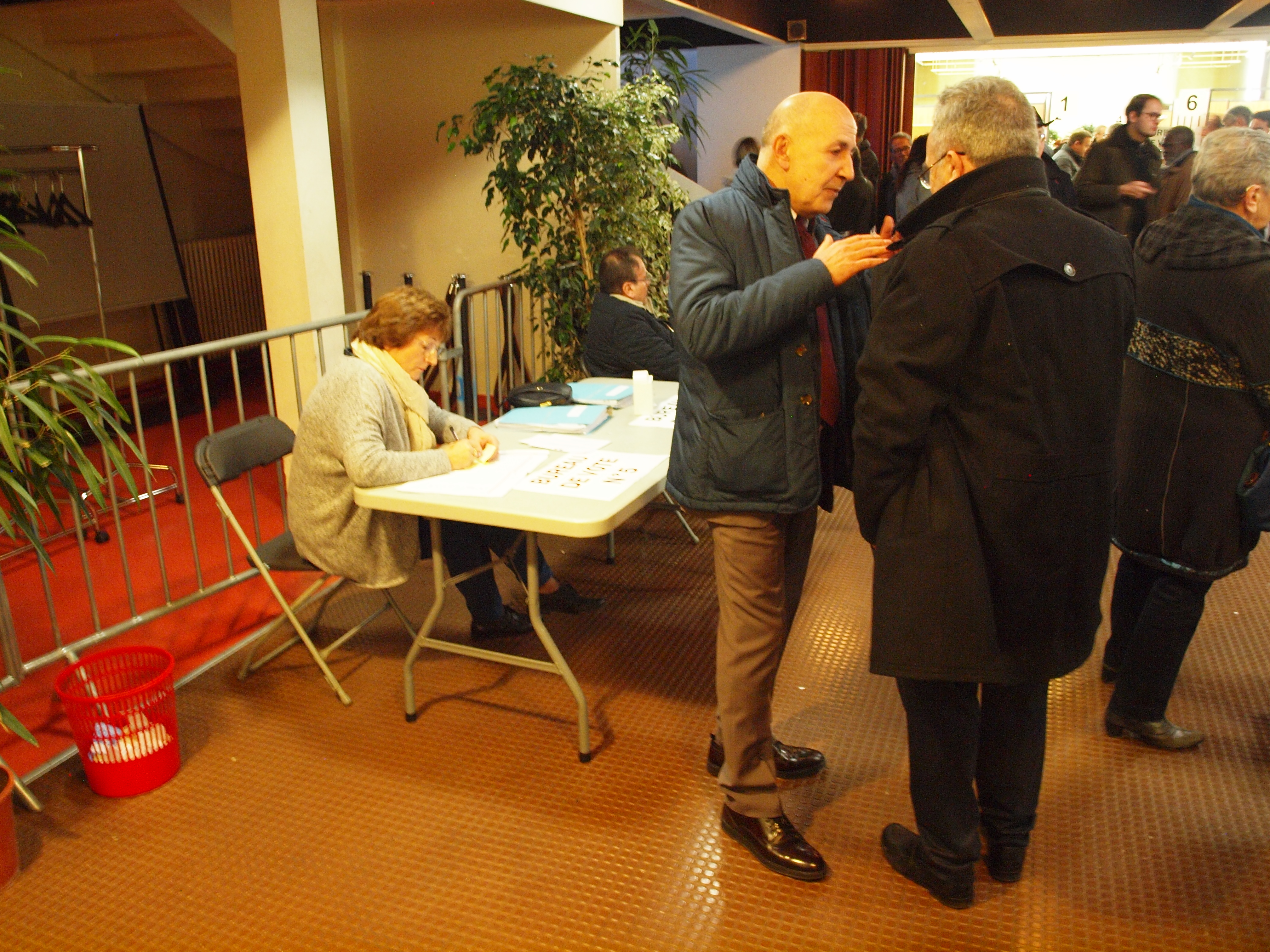

L'élection sénatoriale partielle dans l'Yonne a lieu le dimanche 17 décembre 2017. Elle a pour but d'élire l'un des deux sénateurs représentant le département au Sénat à la suite de la démission de Henri de Raincourt (LR).

## Contexte départemental
Lors des élections sénatoriales de 2014 dans l'Yonne, deux sénateurs ont été élus : Jean-Baptiste Lemoyne (UMP) et Henri de Raincourt (UMP).
Henri de Raincourt choisit de démissionner le 30 septembre 2017 conformément à la loi sur le non-cumul des mandats.
À la suite de cette démission, une élection sénatoriale partielle a lieu dans le département.

## Sénateur démissionnaire
| Sénateur | Sénateur           | Parti | Fonctions lors de l'élection en 2014                                                                  |
| -------- | ------------------ | ----- | --- |
|          | Henri de Raincourt | LR    | Sénateur sortant, président de la CC du Gâtinais en Bourgogne, conseiller municipal de Saint-Valérien |

## Présentation des candidats et des suppléants
| T/S | Candidats | Candidats        | Parti | Principale fonction                                      |
| --- | --------- | ---------------- | ----- | -------------------------------------------------------- |
| T   |           | Gilles Sackepey  | PCF   | Maire d'Étivey                                           |
| S   |           | Annick Baron     | PCF   | Adjointe au maire de Saint-Sérotin                       |
| T   |           | Dominique Vérien | UDI   | Conseillère régionale, maire de Saint-Sauveur-en-Puisaye |
| S   |           | Éric Coquille    | UDI   | Maire de Perrigny-sur-Armançon                           |
| T   |           | Mahfoud Aomar    | DVD   | Président de la CC de l'Aillantais, maire de Valravillon |
| S   |           | Simone Mangeon   | DVD   | Maire de Collemiers                                      |
| T   |           | Aurélie Berger   | LR    | Maire de Gurgy                                           |
| S   |           | Jean-Luc Givord  | LR    | Adjoint au maire de Paron                                |
| T   |           | Julien Odoul     | FN    | Conseiller régional                                      |
| S   |           | Edwige Jacquet   | FN    |                                                          |

## Résultats
| Candidats                | Candidats                | Parti                    | Nuance                   | Premier tour | Premier tour | Second tour | Second tour |
| Candidats                | Candidats                | Parti                    | Nuance                   | Voix         | %            | Voix        | %           |
| ------------------------ | ------------------------ | ------------------------ | ------------------------ | ------------ | ------------ | ----------- | ----------- |
|                          | Mahfoud Amoar            | SE                       | DVD                      | 341          | 32,17        | 360         | 33,80       |
|                          | Dominique Vérien         | UDI                      | UDI                      | 308          | 29,06        | 390         | 36,62       |
|                          | Aurélie Berger           | LR                       | LR                       | 260          | 24,53        | 221         | 20,75       |
|                          | Gilles Sackepey          | PCF                      | COM                      | 108          | 10,19        | 73          | 6,85        |
|                          | Julien Odoul             | FN                       | FN                       | 43           | 4,06         | 21          | 1,97        |
|                          |                          |                          |                          |              |              |             |             |
| Suffrages exprimés       | Suffrages exprimés       | Suffrages exprimés       | Suffrages exprimés       | 1 060        | 98,60        | 1 065       | 98,25       |
| Votes blancs             | Votes blancs             | Votes blancs             | Votes blancs             | 15           | 1,40         | 16          | 1,48        |
| Votes nuls               | Votes nuls               | Votes nuls               | Votes nuls               | 0            | 0,00         | 3           | 0,28        |
| Total                    | Total                    | Total                    | Total                    | 1 075        | 100          | 1 084       | 100         |
| Abstention               | Abstention               | Abstention               | Abstention               | 28           | 2,54         | 19          | 1,72        |
| Inscrits / participation | Inscrits / participation | Inscrits / participation | Inscrits / participation | 1 103        | 97,46        | 1 103       | 98,28       |